# هايد بارك كورنر (محطة مترو أنفاق لندن)
هايد بارك كورنر (بالإنجليزية: Hyde Park Corner)‏ هي إحدى محطات مترو أنفاق لندن. تقع على خط بيكاديلي أفتتحت في المنطقة (Zone) رقم 1 أفتتحت في 15 ديسمبر 1906.

## معرض صور

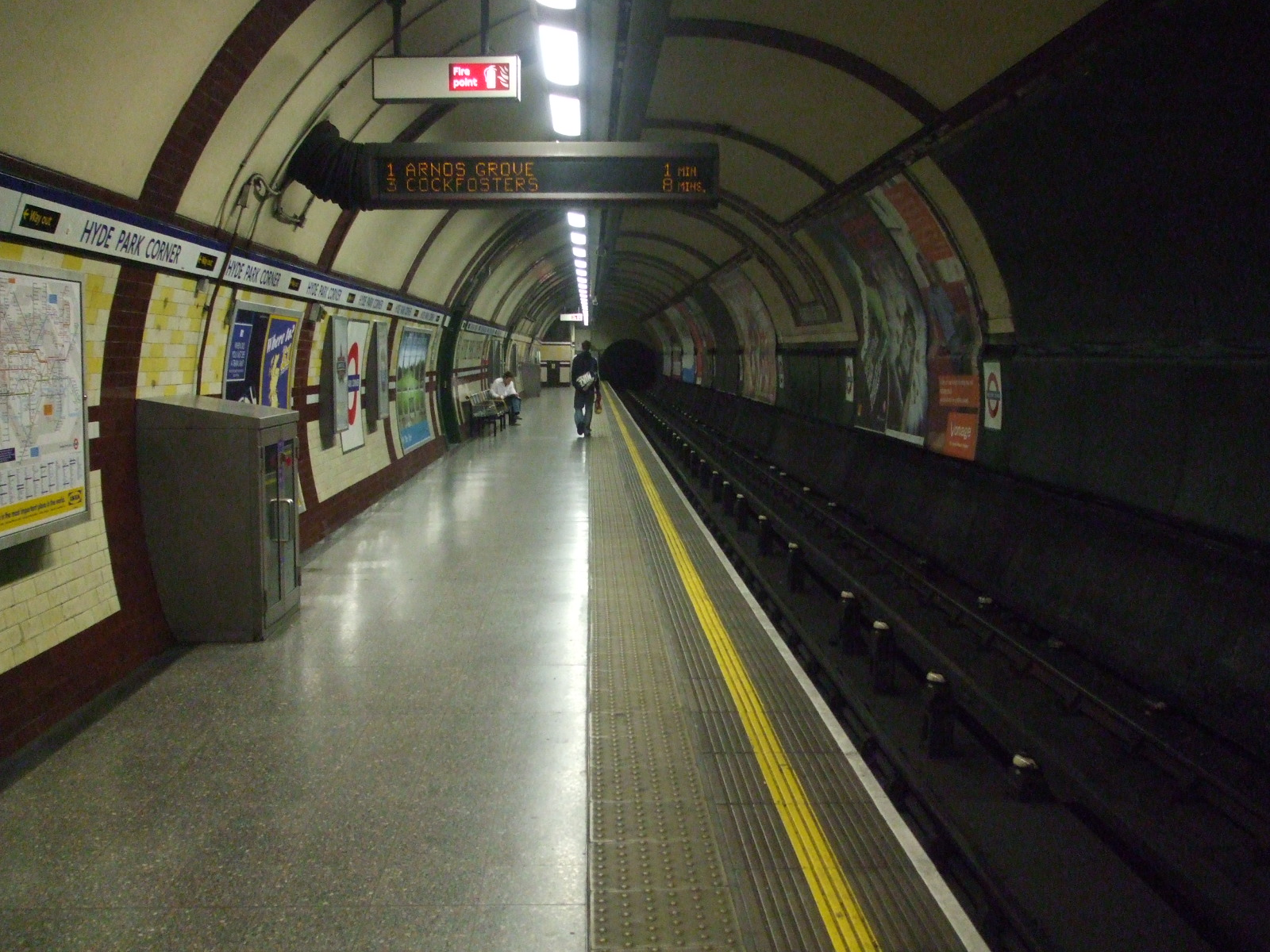
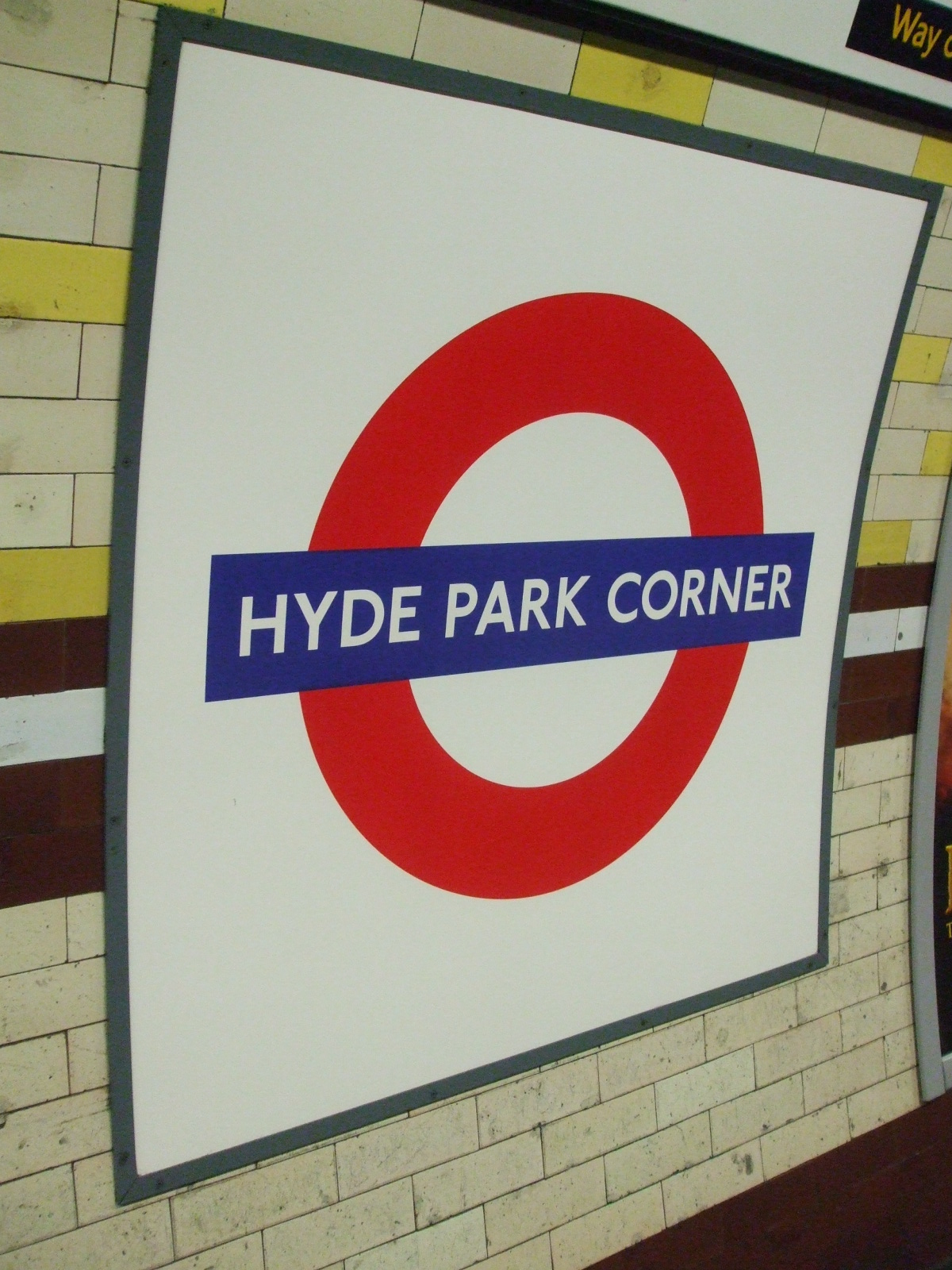
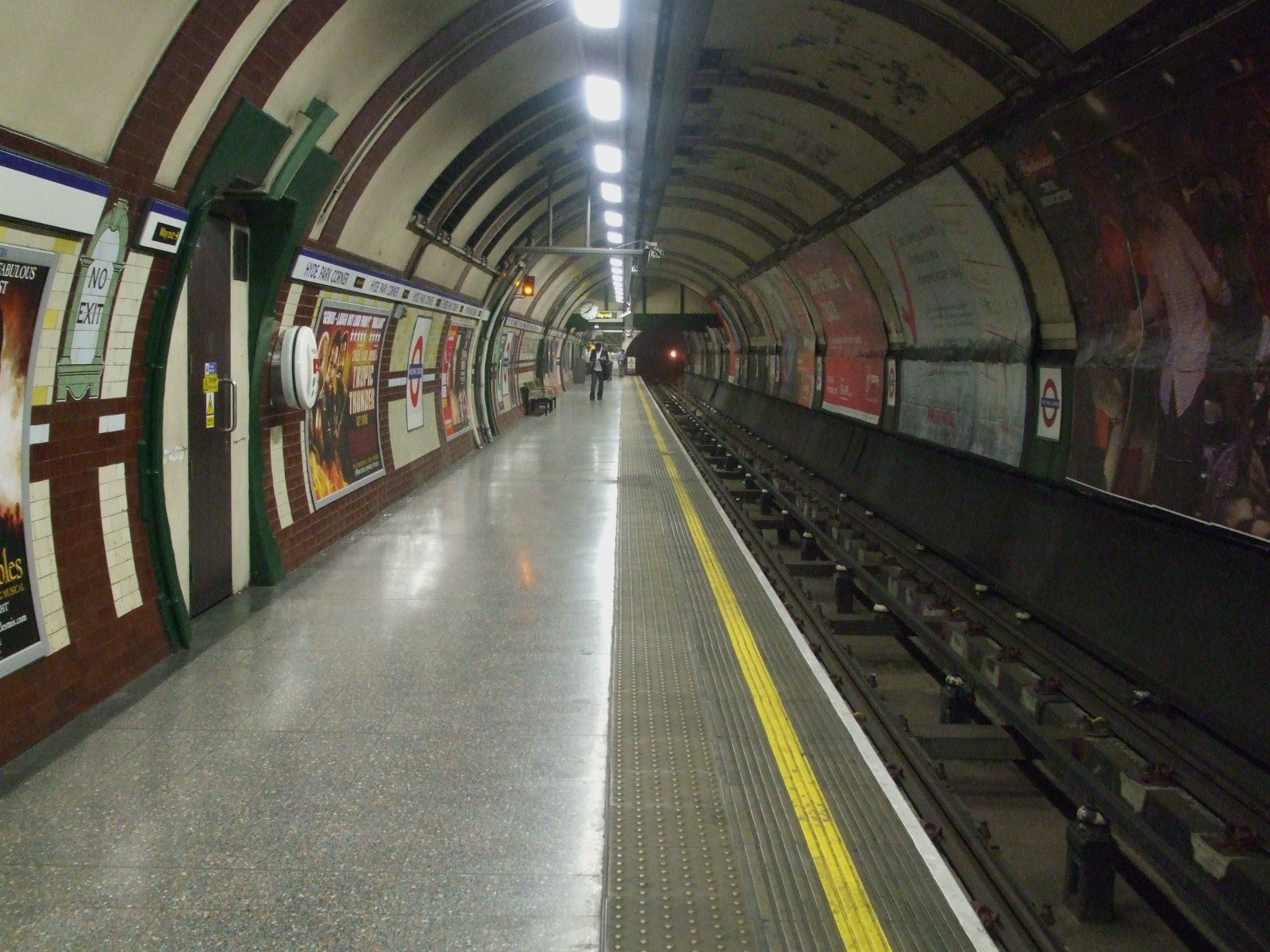
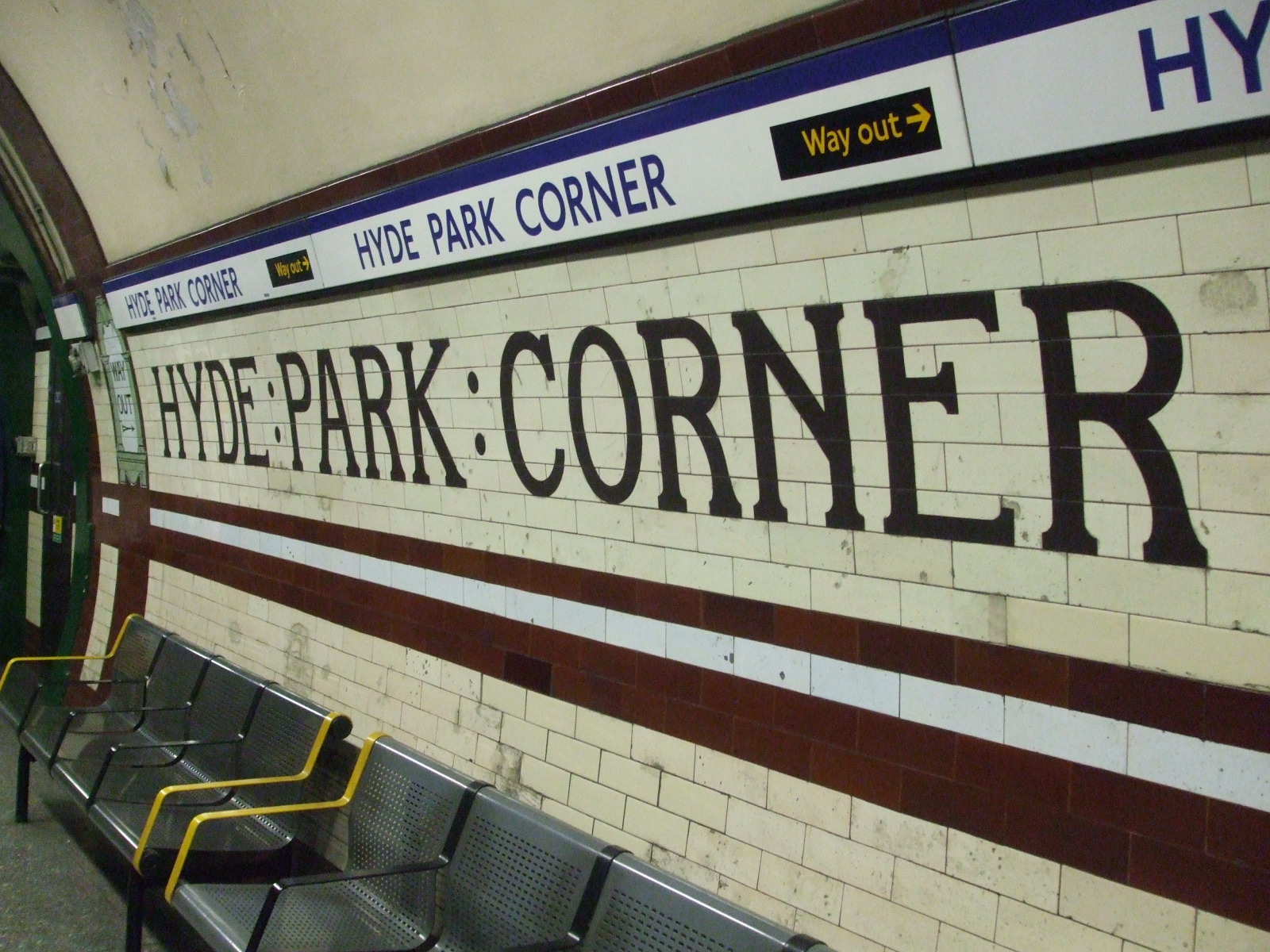